# Арівара но Наріхіра
Аріва́ра но Наріхі́ра (яп. 在原業平, ありわらのなりひら; 825 — 9 липня 880) — японський поет доби Хейан і художник, аристократ, онук імператора Камму.

## Короткі відомості
Арівара но Наріхіра походив з роду Арівара, обіймав незначні посади при дворі та в провінції. Арівара уславився вродою та численними любовними пригодами. Відомий як автор вишуканої любовної лірики.
Багато його віршів ввійшли до офіційних придворних антологій, 30 віршів є в «Кокінсю» та інших збірках. Збереглася його власна збірка віршів «Наріхіра-сю». Арівара вважається одним із «шести безсмертних поетів» Японії.
Арівара Наріхіра — японський варіант Дон-Жуана — став прообразом головного героя повісти «Ісе моноґатарі», авторство якої приписують йому ж таки.